# Donkey Kong (série de jeux vidéo)
Pour les articles homonymes, voir Donkey Kong.
Pour la série dérivée intitulée Donkey Kong Country, voir Donkey Kong Country (série de jeux vidéo).
Donkey Kong (ドンキーコングシリーズ) est une série de jeux vidéo de plates-forme, de jeux de course et de rythme publiée et produite par Nintendo.
Les jeux, qui mettent en scène un combat contre un singe géant, ont été développés par différentes entreprises parmi lesquelles Nintendo, Rare, Namco, et Paon. La plupart des jeux Donkey Kong sont sortis sur arcade ou consoles de jeux vidéo et console portable créées par Nintendo, depuis la Nintendo Entertainment System jusqu'à la septième génération de consoles. Certains des titres ont d'abord été des jeux d'arcade avant d'être portés sur consoles de jeux vidéo de salon par divers développeurs. La série a commencé sur arcade en 1981 avec Donkey Kong, qui a été un grand succès commercial et a permis à Nintendo de se faire une place dans le marché américain.
La franchise tourne autour de Donkey Kong et sa famille, qui sont les protagonistes habituels dans la série d'aventures. Les jeux vidéo Donkey Kong se démarquent des autres jeux de plate-forme par l'utilisation de personnages secondaires dans le gameplay. Ceci ainsi que d'autres changements dans le gameplay pour se distinguer des travaux traditionnels des autres franchises du genre. La série Donkey Kong fait partie des séries de jeux les plus vendues avec plus de 49 millions de jeux vendus dans le monde[réf. nécessaire]. Son succès est généralement attribué aux innovations techniques et ludiques des séquences de plate-forme. Le dernier jeu de la série est Donkey Kong Bananza, sorti en 2025 sur Nintendo Switch 2.

## Série principale
| 1981 | Donkey Kong                          |
| 1982 | Donkey Kong Jr.                      |
| 1983 | Donkey Kong 3                        |
| 1984 |                                      |
| 1985 |                                      |
| 1986 |                                      |
| 1987 |                                      |
| 1988 |                                      |
| 1989 |                                      |
| 1990 |                                      |
| 1991 |                                      |
| 1992 |                                      |
| 1993 |                                      |
| 1994 | Donkey Kong Country                  |
| 1995 | Donkey Kong Land                     |
| 1995 | Donkey Kong Country 2                |
| 1996 | Donkey Kong Land 2                   |
| 1996 | Donkey Kong Country 3                |
| 1997 | Donkey Kong Land III                 |
| 1997 | Diddy Kong Racing                    |
| 1998 |                                      |
| 1999 | Donkey Kong 64                       |
| 2000 |                                      |
| 2001 |                                      |
| 2002 |                                      |
| 2003 |                                      |
| 2004 | Donkey Konga                         |
| 2005 | Donkey Kong Jungle Beat              |
| 2005 | DK: King of Swing                    |
| 2005 | Donkey Konga 2                       |
| 2005 | Donkey Konga 3 (exlusivité Japon)    |
| 2006 |                                      |
| 2007 | DK Jungle Climber                    |
| 2008 | Donkey Kong Jet Race                 |
| 2009 |                                      |
| 2010 | Donkey Kong Country Returns          |
| 2011 |                                      |
| 2012 |                                      |
| 2013 |                                      |
| 2014 | Donkey Kong Country: Tropical Freeze |
| 2015 |                                      |
| 2016 |                                      |
| 2017 |                                      |
| 2018 |                                      |
| 2019 |                                      |
| 2020 |                                      |
| 2021 |                                      |
| 2022 |                                      |
| 2023 |                                      |
| 2024 |                                      |
| 2025 | Donkey Kong Bananza                  |

- Série principale
- Spin-off

### Donkey Kong
Donkey Kong (ドンキーコング, Donkī Kongu), littéralement « l'Âne Gorille », est un jeu vidéo d'arcade créé par Nintendo en 1981. C'est un des premiers jeux de plates-formes, précédé dans le même genre par Space Panic et Apple Panic. L'intérêt est centré sur le déplacement d'un personnage principal à travers quatre niveaux en évitant des obstacles mouvants. Si le scénario est simple, il est suffisamment développé pour l'époque : Mario, appelé alors Jumpman, doit secourir une demoiselle en détresse, capturée par un gorille géant, Donkey Kong. Les deux personnages qu'il introduit sont appelés à devenir deux icônes de la marque Nintendo.
Le jeu résulta des efforts de Nintendo pour s'imposer sur le marché nord-américain ; son président, Hiroshi Yamauchi, a donné le projet à l'un de ses nouveaux game designer, Shigeru Miyamoto. Fortement inspiré par la culture américaine, à travers les personnages de Popeye et de King Kong, Miyamoto développa le scénario et dirigea la programmation du jeu aux côtés de l'ingénieur en chef Gunpei Yokoi. Les deux concepteurs y introduisirent deux innovations : les cinématiques et les niveaux de jeu multiples.
Malgré les doutes initiaux de l'équipe américaine de Nintendo, Donkey Kong fut un succès énorme au Japon et en Amérique du Nord. Une licence fut vendue à Coleco, qui en développa des versions pour diverses consoles de jeux vidéo. D'autres entreprises ont également développé des clones du jeu tout en évitant d'en payer les droits. Les personnages de Miyamoto apparurent sur des boites de céréales, des dessins animés à la télévision, et dans de nombreux autres produits dérivés. Universal City Studios attaqua Nintendo en justice, l'accusant de violer ses droits sur le personnage de King Kong avec Donkey Kong ; cependant, le procès échoua. Le succès de Donkey Kong aida Nintendo à s'imposer sur le marché du jeu vidéo des années 1980 jusqu'au début des années 1990.
Le succès de Donkey Kong en fit une référence de la culture américaine. En 1982/1983, Buckner & Garcia et R. Cade and the Video Victims enregistrèrent des chansons inspirées du jeu. Des artistes comme DJ Jazzy Jeff & the Fresh Prince et Trace Adkins firent des références au jeu dans leurs chansons, de même qu'un épisode des Simpson. Aujourd'hui encore, les effets sonores de la version Atari 2600 servent souvent comme son de jeu vidéo générique dans les films ou à la télévision. KLOV place Donkey Kong dans les trois jeux d'arcade les plus populaires de tous les temps et le place à la 25e place de la liste des 100 meilleurs jeux d'arcades. Aujourd'hui, Donkey Kong est le cinquième jeu d'arcade le plus populaire parmi les collectionneurs.

### Donkey Kong Jr.
Donkey Kong Jr. est la suite du jeu d'arcade Donkey Kong. Le joueur contrôle le fils de Donkey Kong, Donkey Kong Junior, qui doit délivrer son père capturé par Mario.

### Donkey KongII
Donkey Kong II est un jeu électronique à cristaux liquides de plate-forme, le cinquième modèle de la série multiscreen sorti en format Game & Watch en 1983 et développé par Nintendo R&D1. Il s'agit dune adaptation de Donkey Kong Jr. Le gameplay est beaucoup plus riche que le premier épisode. Les décors sont également plus colorés et la mise en scène plus travaillée. Il s'est vendu à plus d'un million d'exemplaires dans le monde entier.

### Donkey Kong3
Donkey Kong 3 (ドンキーコング3, Donkī Kongu Surī) est le troisième jeu vidéo de la série des Donkey Kong créé par Nintendo. Il est sorti presque simultanément en 1983 sur Famicom et sur arcade, puis en 1986 aux États-Unis sur Nintendo Entertainment System. Le jeu est ressorti sur console virtuelle Wii en Amérique du Nord le 14 juillet 2008 et en Europe le 9 janvier 2009. Bien que ce soit une suite, ce titre est une rupture radicale dans la façon de jouer des titres précédents. Alors que dans les deux premiers opus, Donkey Kong et Donkey Kong Jr., le joueur devait éviter des pièges dans un jeu de plates-formes, ce titre se rapproche plus d’un jeu de tir. Donkey Kong 3 est également le premier jeu arborant le logo actuel de Donkey Kong (bien que dans le jeu celui-ci soit vert et non rouge).

### Donkey Kong(Game Boy)
Donkey Kong est un jeu vidéo de plates-formes/puzzle sorti en 1994 sur Game Boy. Le jeu a été développé par Nintendo EAD et édité par Nintendo. Il est compatible avec les améliorations qu'offre le Super Game Boy, accessoire permettant de jouer aux jeux Game Boy sur Super Nintendo.

## SérieDonkey Kong Country
Donkey Kong Country est une série de jeux vidéo développée par Rare, puis par Retro Studios depuis le rachat de Rare par Microsoft. C'est une série dérivée de Donkey Kong qui met en scène plusieurs personnages de la famille Donkey Kong. Le système de jeu des Donkey Kong Country sont des jeux de plates-formes classiques, même si chaque épisode amène quelques modifications aux mécanismes de jeux. La série est célèbre pour la qualité de ses graphismes créés sur des stations de travail Silicon Graphics et avec le logiciel PowerAnimator, pour créer des squelettes de modèles en trois dimensions, qui sont par la suite retravaillés, puis intégrés avec la méthode de compression ACM dans le jeu.
La série originale débute en novembre 1994 avec Donkey Kong Country qui est acclamé autant par les critiques que par les joueurs. Le jeu, doté de graphismes d'une qualité exceptionnelle pour l'époque, sort sur Super Nintendo et stupéfait tous les observateurs. Le jeu pose les bases d'un jeu de plates-forme très classique, mais doté d’innovations et de graphismes superbes. Le personnage de Donkey Kong est repensé et plusieurs personnages sont également créés, puis deviennent également des éléments importants de la série comme Diddy Kong ou Dixie Kong. En 1995, Donkey Kong Country 2: Diddy's Kong Quest met en scène Diddy Kong et le nouveau personnage Dixie Kong, sa copine. Le jeu reprend le même système de jeu avec quelques nouveautés comme la possibilité de tuer des ennemis avec les animaux et d'accéder à des zones avec les qualités de l'un ou de l'autre personnage. Le jeu introduit des easter eggs qui demandent beaucoup de méticulosité et de recherche, ce qui augmente la durée de vie du jeu. Donkey Kong Country 3: Dixie Kong's Double Trouble! est le dernier épisode qui sort en 1996 et qui met en scène Dixie Kong et son cousin Kiddy Kong, un nouveau personnage. Le jeu reprend toujours les mêmes mécanismes en apportant quelques nouveautés comme des quêtes secondaires, et l'importance des phases de recherche. Alors que Diddy's Kong Quest est acclamé par la critique, Dixie Kong's Double Trouble! est lui considéré comme décevant comparé à ses ainés.
Donkey Kong Country est le renouveau de la série qui permet à Rare de devenir une des plus grandes entreprises de développement de jeux vidéo.
En 2002, Rare est racheté par Microsoft. Nintendo confie alors la licence à Retro Studios qui crée Donkey Kong Country Returns en 2010 sur Wii. Un jeu qui ne s'écarte pas des principes de conception mis en place par Rare deux décennies auparavant. Donkey Kong Country: Tropical Freeze, sorti en 2014 sur Wii U, ne révolutionne pas non plus la licence, mais propose un jeu de plates-formes assez difficile pour intéresser les fans, et qui se dote de graphismes de meilleure qualité.

## SérieDonkey Kong Land
Dès 1995, Donkey Kong Country est adapté sur console portable Game Boy et donne naissance à une série appelée Donkey Kong Land. Le premier épisode Donkey Kong Land, est une conversion très proche de son modèle, avec des graphismes réussis, réutilisant comme ses suites les mêmes techniques graphiques que DKC. En 1996, Donkey Kong Land 2, adapté de Diddy's Kong Quest, souffre notamment de problèmes d'adaptation des commandes. Cependant, Donkey Kong Land III, qui est édité en 1997, est une conversion fidèle de Dixie Kong's Double Trouble!, même s'il comporte moins d'éléments d'exploration. Les trois épisodes sont assez bien accueillis par les critiques.

## Donkey Kong 64
Donkey Kong 64 est le premier épisode de Rare entièrement réalisé en 3D temps réel. Il est sorti sur la Nintendo 64 en 1999. Le jeu met en valeur de nouveau héros, Lanky Kong, Tiny Kong et Chunky Kong et marque le retour de Donkey Kong et de Diddy Kong. Cranky, Funky et Candy sont bien également présent. Le jeu est inspiré par les mécaniques de jeux de Banjo-Kazooie sorti en 1998.

## Donkey Kong Jungle Beat
Donkey Kong Jungle Beat est le premier jeu vidéo mettant en scène Donkey Kong à avoir été développé par Nintendo EAD Tokyo. Il est sorti en novembre 2004 sur GameCube au Japon et en février 2005 en Europe.

## Jeux de course

### Diddy Kong Racing
Diddy Kong Racing est un jeu vidéo de course développé par Rareware et produit par Nintendo. Le jeu reprend le même principe que Mario Kart avec, cette foi-ci, les personnages des univers de Rareware. Il est disponible en 1997 sur Nintendo 64. Puis porté sur Nintendo DS en 2007.

### Donkey Kong Racing
Donkey Kong Racing était un projet de jeu vidéo de course développé par Rare, pour la console Nintendo GameCube, et présenté lors du salon de l'E3 2001. Le concept reprenait celui de Diddy Kong Racing sorti en 1997 sur Nintendo 64. Le jeu a finalement été annulé à la suite du rachat de Rare par Microsoft en 2002.

### Donkey Kong Jet Race
Donkey Kong Jet Race, connu sous le nom Donkey Kong Barrel Blast en Amérique du Nord et Donkey Kong Barrel Jet Race ドンキーコング たるジェットレース (Donkī Kongu Taru Jetto Rēsu) au Japon, est un jeu vidéo de course édité par Nintendo et développé par Paon sur Wii. Il est sorti en 2007 en Amérique du Nord et au Japon, et en 2008 en Europe.

## SérieDonkey Konga

### Donkey Konga
Donkey Konga est un jeu de rythme mettant en vedette le personnage de jeu vidéo Donkey Kong (Konga est un jeu de mots entre Kong et Conga), sorti en 2003 (au Japon) sur GameCube. Il a été développé par Namco et édité par Nintendo. Ce jeu se joue avec des bongos (et non des congas) (le bongo DK, sorte de tambour), remplaçant la manette et permettant un gameplay original.

### Donkey Konga2
Donkey Konga 2 est un jeu de rythme et qui reprend le même personnage (Donkey Kong). Peu d'éléments changent par rapport à son prédécesseur, si ce n'est une nouvelle bande sonore, de nouveaux mini jeux et quelques améliorations graphiques. Il se joue également à l'aide du bongo DK.

### Donkey Konga3
Donkey Konga 3 est un jeu de rythme sorti uniquement au Japon en 2005.

## SérieMario vs. Donkey Kong

### Mario vs. Donkey Kong
Mario vs. Donkey Kong est un jeu de plate-forme/réflexion développé par Nintendo Software Technology et édité par Nintendo, sorti sur Game Boy Advance en 2004.

### Mario vs. Donkey Kong 2
Mario vs. Donkey Kong 2 est un jeu de plate-forme/réflexion, sorti sur Nintendo DS en 2006.

## Jeux électroniques

### Donkey Kong
Donkey Kong est développé par Nintendo R&D1 dans le cadre de la série des Game & Watch Multi Screen. Ce jeu avec un écran double sorti en 1981, est un portable du jeu Donkey Kong, dans lequel Mario tient le rôle d'un charpentier qui essaye de délivrer sa fiancée de ses ennemis,.

### Donkey Kong(Coleco)
Donkey Kong est un jeu électronique, basé sur le jeu d'arcade originel Donkey Kong, édité en 1982 par Coleco.

### Donkey Kong Jr.
Dans le jeu Donkey Kong Jr. sorti en 1982, le joueur contrôle le personnage Donkey Kong Jr. qui aide son père Donkey Kong en évitant des crocodiles, des oiseaux et des éclairs. Le jeu est sorti dans la collection des Mini-Classics en 1998 (jeux sur porte-clefs) et en 2000 sur Game Boy Color Game & Watch Gallery 3 et 2003 sur DSiWare.

### Donkey KongII
Donkey Kong II est un jeu développé par Nintendo R&D1 dans le cadre de la série des Game & Watch Multi Screen. Ce jeu avec un écran double sorti en 1983

### Donkey Kong3
Donkey Kong 3 est une adaptation du jeu sorti en arcade en 1983.

### Donkey Kong Circus
Donkey Kong Circus est un jeu de la série Game & Watch Panorama sorti en 1984. Ce jeu est une préquelle de Donkey Kong sorti en 1991.

### Donkey Kong Hockey
Donkey Kong Hockey est développé et édité en 1984 par Nintendo R&D1 et fait partie de la série Game & Watch Micro Vs.. Le jeu comporte un écran LCD principal et deux manettes de commandes.

Les Game & Watch Donkey Kong
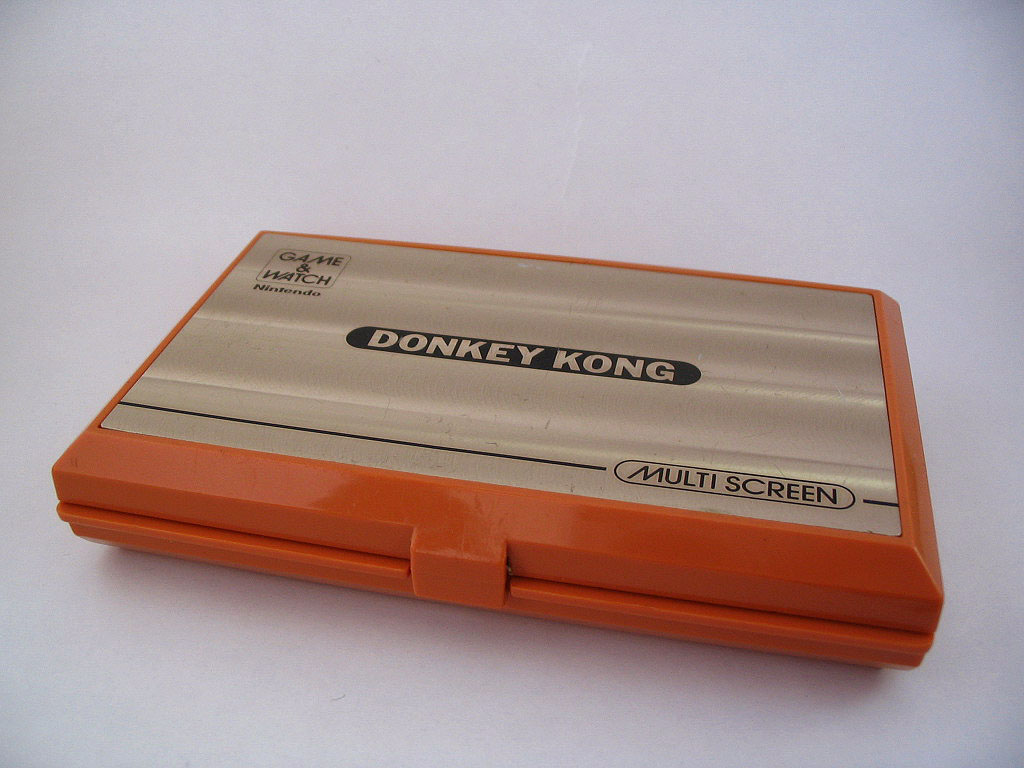
Donkey Kong Game & Watch.
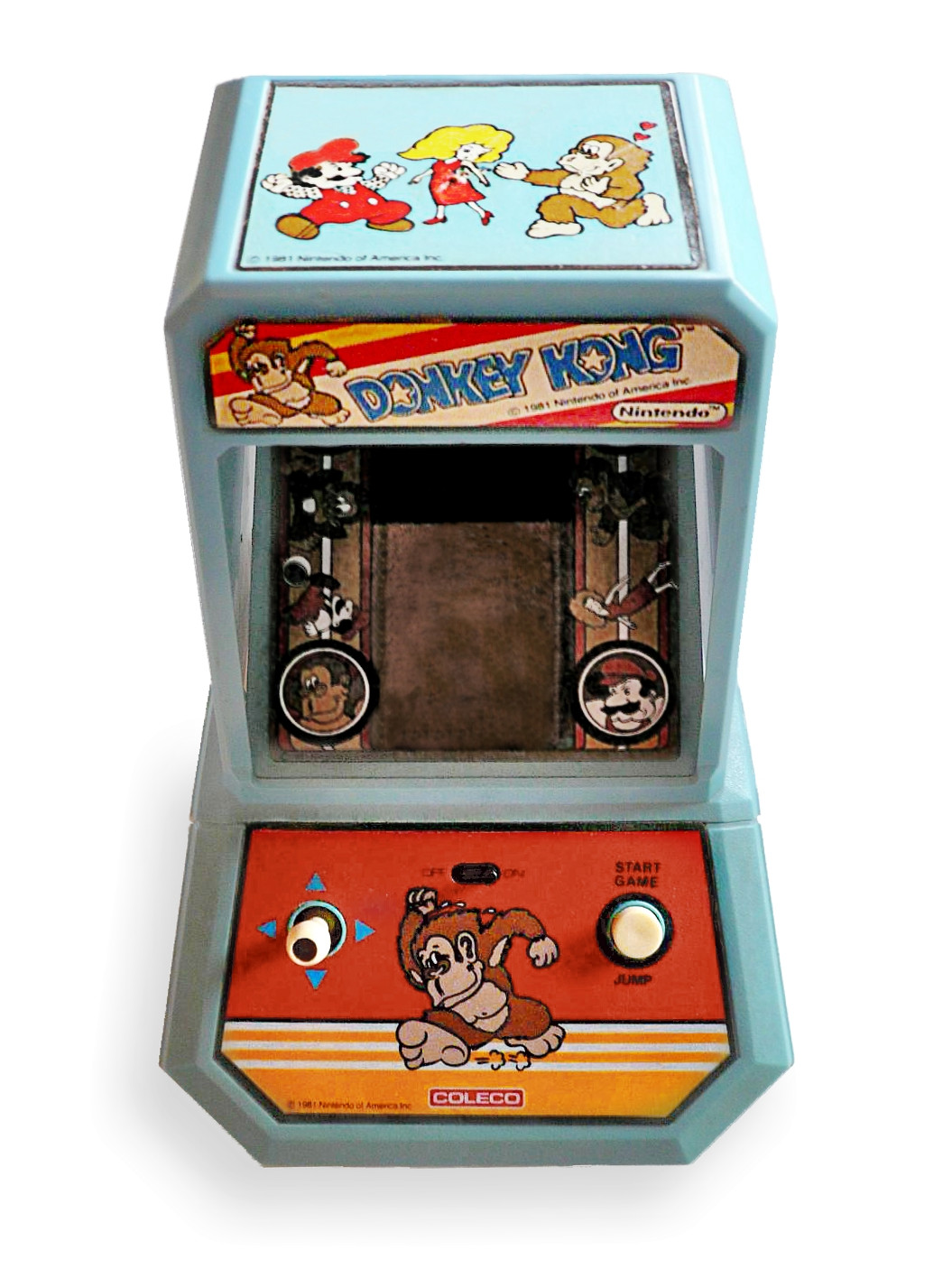
Donkey Kong par Coleco.
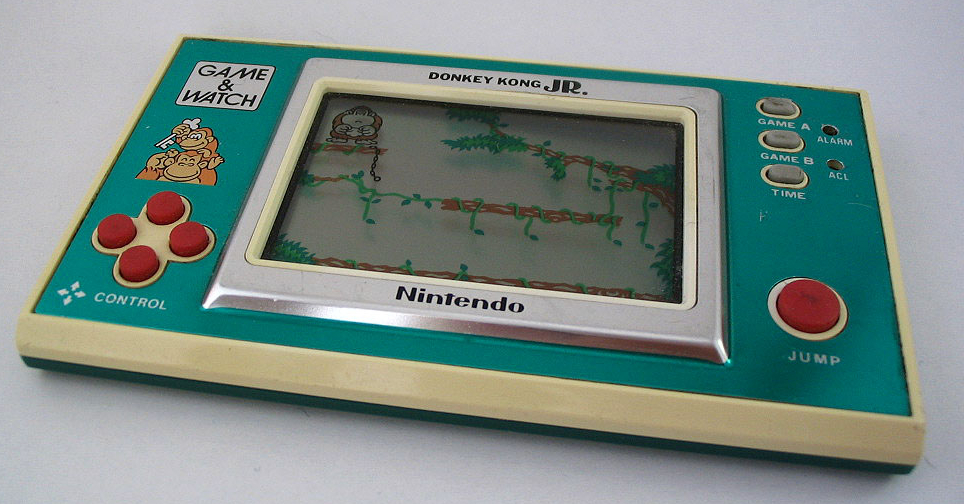
Donkey Kong Jr..
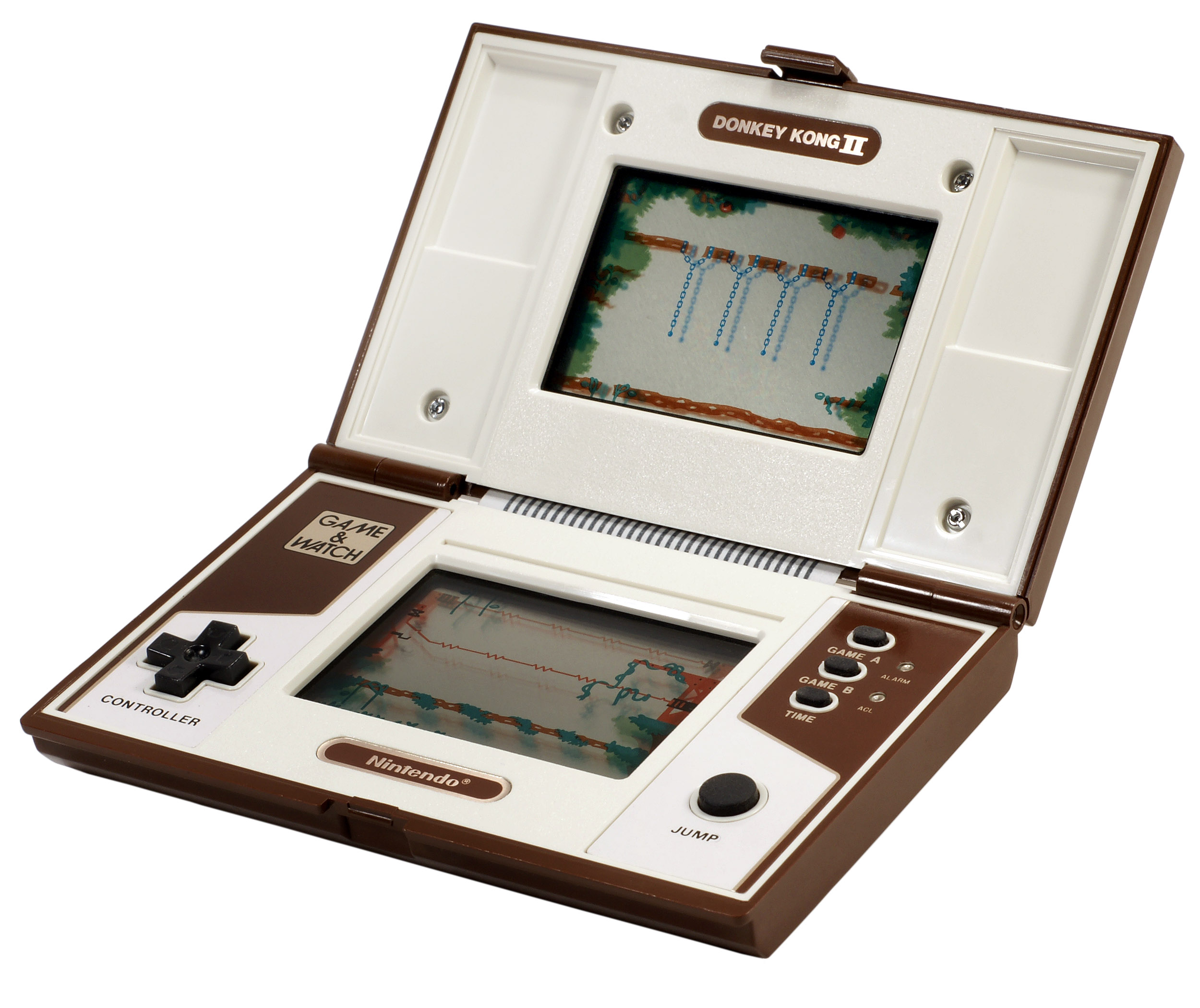
Donkey Kong II.
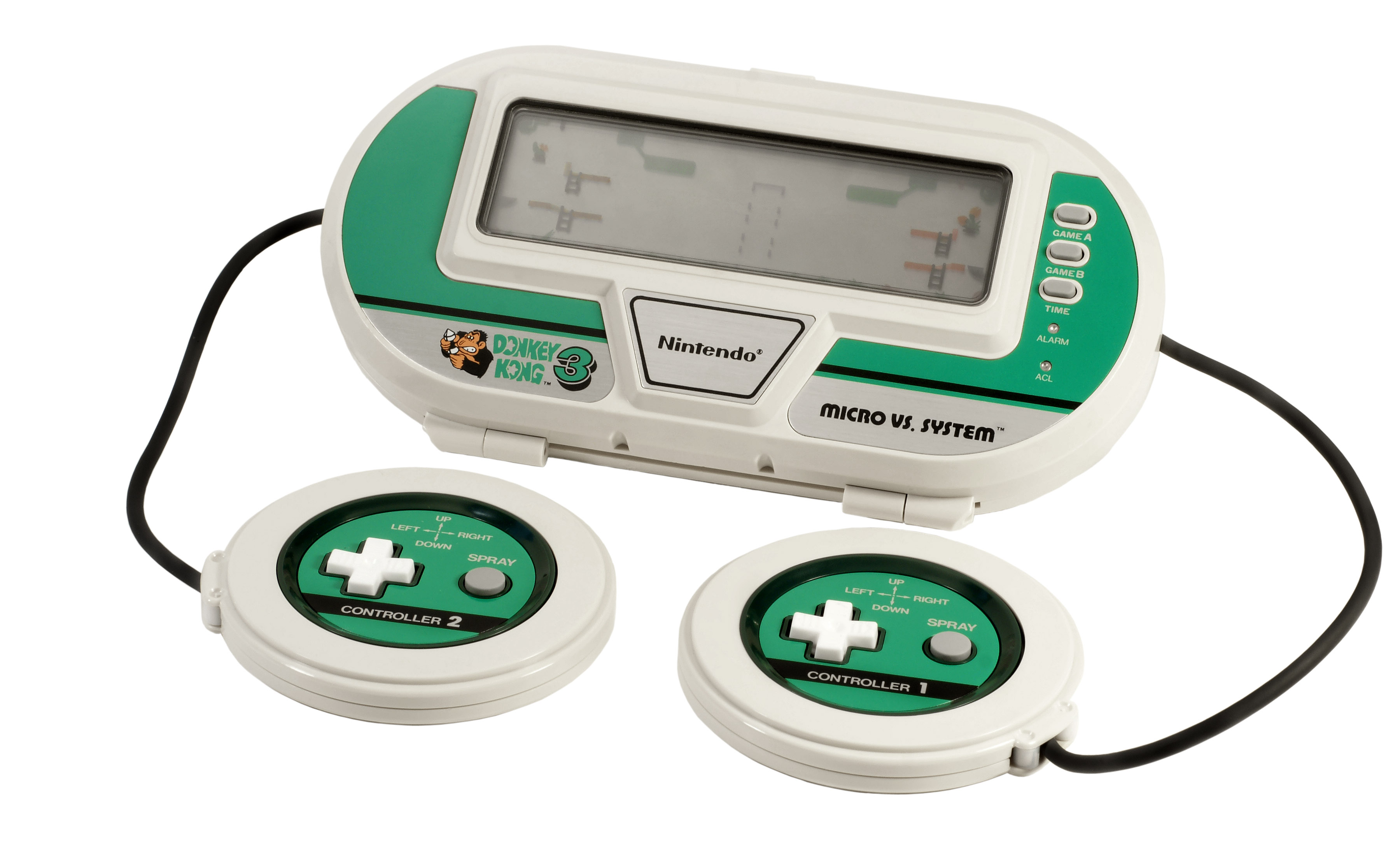
Donkey Kong 3.
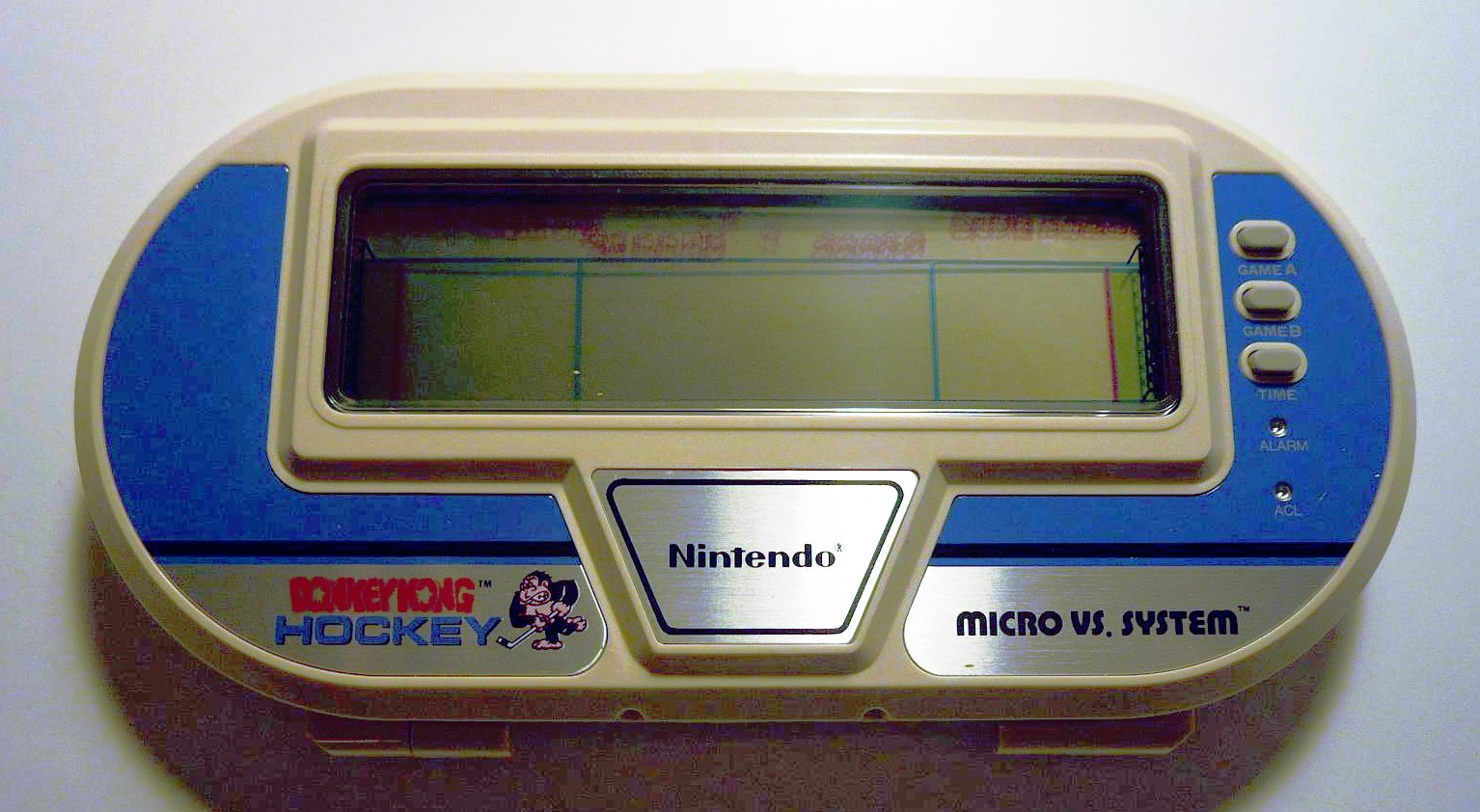
Donkey Kong Hockey.